# Amphoe Nikhom Phatthana
Amphoe Nikhom Phatthana (Thai: อำเภอ นิคมพัฒนา) ist ein Landkreis (Amphoe – Verwaltungs-Distrikt) im Westen der Provinz Rayong. Die Provinz Rayong liegt im Osten der Zentralregion von Thailand.

## Geographie
Benachbarte Distrikte (von Norden im Uhrzeigersinn): die Amphoe Pluak Daeng, Ban Khai, Mueang Rayong und Ban Chang der Provinz Rayong, sowie Amphoe Bang Lamung der Provinz Chonburi.

## Geschichte
Nikhom Phatthana wurde am 15. Juli 1996 zunächst als „Zweigkreis“ (King Amphoe) eingerichtet, indem man vier Tambon vom Amphoe Ban Khai abtrennte.
Am 15. Mai 2007 hatte die thailändische Regierung beschlossen, alle 81 King Amphoe in den einfachen Amphoe-Status zu erheben, um die Verwaltung zu vereinheitlichen.
Mit der Veröffentlichung in der Royal Gazette „Issue 124 chapter 46“ vom 24. August 2007 trat dieser Beschluss offiziell in Kraft, Nikhom Phatthana hatte von nun an Amphoe-Status.

## Verwaltung

### Provinzverwaltung
Der Landkreis Nikhom Phatthana ist in vier Tambon („Unterbezirke“ oder „Gemeinden“) eingeteilt, die sich weiter in 30 Muban („Dörfer“) unterteilen.
| Nr. | Name             | Thai    | Muban | Einw.  |
| --- | ---------------- | ------- | ----- | ------ |
| 01. | Nikhom Phatthana | นิคมพัฒนา | 07    | 14.956 |
| 02. | Map Kha          | มาบข่า   | 08    | 10.721 |
| 03. | Phana Nikhom     | พนานิคม  | 08    | 07.081 |
| 04. | Makham Khu       | มะขามคู่  | 07    | 10.771 |

### Lokalverwaltung
Es gibt eine Kommune mit „Stadt“-Status (Thesaban Mueang) im Landkreis:
- Map Ta Phut (Thai: เทศบาลเมืองมาบตาพุด) liegt im Zentrum des Amphoe Mueang Rayong und besteht aus den kompletten Tambon Huai Pong, Map Ta Phut und den Teilen der Tambon Noen Phra, Thap Ma, Map Kha.

Es gibt drei Kommunen mit „Kleinstadt“-Status (Thesaban Tambon) im Landkreis:
- Map Kha (Thai: เทศบาลตำบลมาบข่า) bestehend aus den Teilen der Tambon Nikhom Phatthana, Map Kha.
- Makham Khu (Thai: เทศบาลตำบลมะขามคู่) bestehend aus dem kompletten Tambon Makham Khu.
- Map Kha Phatthana (Thai: เทศบาลตำบลมาบข่าพัฒนา) bestehend aus Teilen des Tambon Map Kha.

Außerdem gibt es zwei „Tambon-Verwaltungsorganisationen“ (องค์การบริหารส่วนตำบล – Tambon Administrative Organizations, TAO)
- Nikhom Phatthana (Thai: องค์การบริหารส่วนตำบลนิคมพัฒนา) bestehend aus Teilen des Tambon Nikhom Phatthana.
- Phana Nikhom (Thai: องค์การบริหารส่วนตำบลพนานิคม) bestehend aus dem kompletten Tambon Phana Nikhom.